# Tylecodon cacalioides
Tylecodon cacalioides ist eine Pflanzenart der Gattung Tylecodon in der Familie der Dickblattgewächse (Crassulaceae).

## Beschreibung
Tylecodon cacalioides wächst als aufrechter und verzweigter Strauch und wird bis 50 Zentimeter hoch. Der einzelne Haupttrieb erreicht 5 Zentimeter im Durchmesser und besitzt eine gelblich, graue und sich abschälende Rinde. Die anderen, graugrünen Triebe werden 15 bis 18 Millimeter im Durchmesser. An den Trieben sitzen kurze, 1 bis 2 Millimeter lange Phyllopodien, die bei älteren Trieben auch fehlen können. Die gedrängt stehenden und kahlen Blätter werden 6,8 Zentimeter lang und 0,4 Zentimeter breit. Junge Blätter können auch mit Drüsenhaaren besetzt sein. Sie sind graugrün, linealisch, fast stielrund und einwärts gebogen. Dabei kann die Blattoberseite selten leicht gefurcht ausgebildet sein.
Der Blütenstand wird durch aufrechte Thyrsen mit bis zu 7 ausgebreiteten Monochasien gebildet und wird bis 55 Zentimeter hoch. Der mit Drüsenhaaren besetzte und später verkahlende Blütenstandstiel wird an der Basis bis 7 Millimeter im Durchmesser. Die ausgebreitet stehenden Einzelblüten besitzen einen Stiel, der bis 7 Millimeter lang wird. Die röhrige und nach oben hin erweiterte, schwefelgelbe Blütenkrone wird 17 bis 25 Millimeter lang und 5 bis 6 Millimeter im Durchmesser. Die ausgebreiteten Zipfel sind später zurückgebogen.

## Systematik und Verbreitung
Tylecodon cacalioides ist in Südafrika in der Provinz Westkap in der Sukkulenten-Karoo verbreitet. Die Erstbeschreibung erfolgte 1781 als Cotyledon cacalioides durch Carl von Linnés Sohn. 1978 stellte Helmut Richard Tölken die Art in die Gattung Tylecodon. Synonyme zur Art sind Cacalia papillaris L., Kleinia papillaris (L.) Haw., Senecio papillaris (L.) Sch.Bip. und Tylecodon papillaris (L.) G.D.Rowley.